# Mah Jongg & Die Frisur des Paten
Mah Jongg & Die Frisur des Paten ist ein österreichischer Kurzfilm von Antonin Svoboda aus dem Jahr 1996. In den Hauptrollen der grotesken Komödie ist das Kabarettduo Stermann & Grissemann zu sehen.

## Handlung
Katemann und Gospodarek betreiben einen Friseursalon in der Chinatown von Wien. Ein Hinterzimmer dient als Bordell, in dem eine alte Frau namens Meidling auf Kunden wartet. Das Viertel ist vom offenen Krieg zwischen den Mafiabossen Wang Lee und Charlie Ho geprägt. Gospodarek umwirbt die junge und schöne So Long, die eine Sklavin von Wang Lee ist. 
Mit dem Einsatz ihres Salons bieten die zwei Männer Wang Lee an, eine Partie Mah-Jongg um sie zu spielen. Da sie das Spiel kaum beherrschen, verlieren sie und blasen auf einem Friedhof Trübsal. Doch Wang Lee lässt sie zu sich holen und bietet ihnen an, ihnen den Salon und die Frau zu überlassen, wenn sie seinem Konkurrenten Charlie Ho die Ehre rauben. Die Friseure sollen seine Frisur vor einem öffentlichen Auftritt verunstalten und ihn so der Lächerlichkeit preisgeben. Im Wissen, dass der Plan wohl ihren Tod bedeutet, geben die zwei der Polizei Bescheid. Sobald Ho seine bunt gefärbten Haare sieht, schießt er auf die Friseure und trifft sie jeweils in den Arm. Die Polizei verhaftet Ho, der ins Gefängnis geht und seinen Clan mit sich zieht.
Die Friseure haben je einen Arm verloren und schneiden von nun an die Haare mit gegenseitiger Hilfe. Der Mafiakrieg in Chinatown hat ein Ende gefunden. Gospodarek fragt So Long, ob sie heiraten will. Sie sagt Ja, und so kommt es zu einer Doppelhochzeit. Katemann heiratet Meidling und So Long wird die Frau von Schoko, dem Gehilfen im Friseursalon. 

## Produktion
Der Film war eine Koproduktion der Coyote Filmproduktion und des ORF für die Sendung Kunst-Stücke. Die Produktion wurde durch das österreichische Bundesministerium für Wissenschaft, Verkehr und Kunst, Wien Kultur und das Land Niederösterreich gefördert. 
Der Film wird im Vorspann als ein „Salon Helga Spezial“ bezeichnet. Viele der Gags waren Hörern der Radiosendung schon wohlbekannt.

## Rezeption
Der Film hatte am 8. Oktober 1996 auf ORF 2 seine Erstausstrahlung. Zudem wurde er in der Nacht von 20. auf 21. Mai 1997 auf ORF 2 sowie in der Nacht von 4. auf 5. Juni 1998 auf ORF 1 gesendet.
Er wurde 2008 auf der DVD-Ausgabe des Spielfilms Immer nie am Meer sowohl der Zweitausendeins Edition als auch des Arsenal Filmverleihs als Bonusfilm veröffentlicht.